# Barac Repenjski
Barac Repenjski hrvatska je plemićka obitelj koja je plemstvo stekla 1871. godine zaslugom Eugena Barca.

## Povijest
Eugen Barac stekao je 18. rujna 1871. plemstvo s pridjevkom Repenjski, koje mu je dodijelio austrijski car Franjo Josip I. za zasluge u sudstvu. Od Eugenova doba obitelj stanuje u Zagrebu.
Obitelj Barac Repenjski bila je povezana ženidbenim i prijateljskim vezama s mnogim drugim hrvatskim obiteljima, kao što su Vranyczany-Dobrinović, Turković Kutjevski, Kulmeri, Halper Sigetski, Hellenbach, Buratti, Kiepach. Također su imali veze s visokim društvenim krugovima u Beču bliskima dvoru.

## Kurija Bistrac
Obitelj Barac bila je jedna od vlasnika Kurije Bistrac, poznatog imanja u Samoboru.

## Istaknuti članovi
- Eugen Barac Repenjski (1821. – 1876.), pravnik, književnik i kulturni djelatnik.
- Vladimir I. Barac Repenjski (1854. – 1903.), zagrebački gradski senator.[2]